# Sparisoma tuiupiranga
Sparisoma tuiupiranga е вид лъчеперка от семейство Scaridae.

## Разпространение
Видът е разпространен в Бразилия.